# UBE2W
UBE2W (англ. Ubiquitin conjugating enzyme E2 W) – білок, який кодується однойменним геном, розташованим у людей на 8-й хромосомі. Довжина поліпептидного ланцюга білка становить 151 амінокислот, а молекулярна маса — 17 331.
| 10         |  | 20         |  | 30         |  | 40         |  | 50         |
| ---------- |  | ---------- |  | ---------- |  | ---------- |  | ---------- |
| MASMQKRLQK |  | ELLALQNDPP |  | PGMTLNEKSV |  | QNSITQWIVD |  | MEGAPGTLYE |
| GEKFQLLFKF |  | SSRYPFDSPQ |  | VMFTGENIPV |  | HPHVYSNGHI |  | CLSILTEDWS |
| PALSVQSVCL |  | SIISMLSSCK |  | EKRRPPDNSF |  | YVRTCNKNPK |  | KTKWWYHDDT |
| C          |  |            |  |            |  |            |  |            |

A: Аланін

C: Цистеїн

D: Аспарагінова кислота

E: Глутамінова кислота

F: Фенілаланін

G: Гліцин

H: Гістидин

I: Ізолейцин

K: Лізин

L: Лейцин

M: Метіонін

N: Аспарагін

P: Пролін

Q: Глутамін

R: Аргінін

S: Серин

T: Треонін

V: Валін

W: Триптофан

Кодований геном білок за функцією належить до трансфераз. 
Задіяний у таких біологічних процесах, як пошкодження ДНК, репарація ДНК, убіквітинування білків, альтернативний сплайсинг. 
Білок має сайт для зв'язування з АТФ, нуклеотидами. 
Локалізований у ядрі.